# Renen Schorr
Renen Schorr, hebr. ‏רנן שור‎ ur. 6 lipca 1952 w Jerozolimie, zm. 26 lutego 2025) – izraelski reżyser, scenarzysta i producent filmowy.

## Kariera
W 1989 założył pierwszą w Izraelu niezależną, narodową szkołę filmową i telewizyjną, Sam Spiegel Film and Television School, i od tego czasu aż do śmierci był jej dyrektorem. W ciągu ostatnich 40 lat założył lub współtworzył infrastrukturę izraelskich funduszy filmowych i kin. W grudniu 2016 roku otrzymał od rządu francuskiego tytuł Chevalier des arts et lettres.